# قمارباز سلطنتی
قمارباز سلطنتی (کره‌ای: 대박; لاتین‌نویسی اصلاح‌شده: Daebak) یک مجموعهٔ تلویزیونی کره جنوبی بازی جانگ گیون سوک، یو جین گو، جون کوانگ ریول، چوی مین سو و یون جین سو است. این مجموعه جایگزین شش اژدهای پرنده شد و از ۲۸ مارس تا ۱۴ ژوئن ۲۰۱۶، روزهای دوشنبه و سه‌شنبه ساعت ۲۲:۰۰ (کی‌اس‌تی) از اس‌بی‌اس برای ۲۴ قسمت پخش شد.

## بازیگران

### اصلی
- جانگ گیون سوک در نقش بک ده گیل[۲]
- یو جین گو در نقش شاهزاده یونینگ (یونگ‌جو چوسان)
- جون کوانگ ریول در نقش لی این جا
- چوی مین سو در نقش پادشاه سوک‌جونگ
- یون جین سو در نقش سوک‌بین چوی